# Stefflon Don
Stefflon Don, pseudonimo di Stephanie Victoria Allen (Birmingham, 14 dicembre 1991), è una rapper e cantante britannica di origini giamaicane.
La sua fama crebbe a seguito della pubblicazione del singolo Hurtin' Me, realizzato in collaborazione con French Montana, che raggiunse la settima posizione nella UK Singles Chart.

## Discografia

### Mixtape
- 2016 – Real Ting
- 2018 – Secure

### EP
- 2018 – Hurtin' Me – The EP

### Singoli
- 2016 – Real Ting
- 2017 – 16 Shots
- 2017 – Envy Us (feat. Abra Cadabra)
- 2017 – Hurtin' Me (feat. French Montana)
- 2017 – Ding-a-Ling (feat. Skepta)
- 2017 – Bum bum tam tam (feat. Future, J Balvin, Juan Magán & MC Fioti)
- 2018 – Cigarette (feat. Raye & Mabel)
- 2018 – Push Back (con Ne-Yo e Bebe Rexha)
- 2018 – Senseless
- 2018 – Calypso (con Luis Fonsi)
- 2018 – Prety Girl (con Tiggs da Author)
- 2020 – Move
- 2020 – Uh Uh (Remix) (con Loredana)
- 2024 – Habibi (con Blok3)

### Collaborazioni
- 2016 – Kitty Kat (con Lisa Mercedez)
- 2016 – London (con Jeremih & Krept & Konan)
- 2017 – Instruction (con Jax Jones e Demi Lovato)
- 2018 – Alone (con Halsey & Big Sean)
- 2018 – Same Team (con Labrinth)
- 2018 – Diamond Body (con Guido Dos Santos e Mavado)
- 2019 – A No No (con Mariah Carey)
- 2019 – Scared of Love (con i Rudimental e Ray BLK)

## Riconoscimenti
- 2017 - MOBO Awards
  - Miglior donna[3]
- 2018 - NME Awards
  - Best New Artist[4]
- 2018 - BET Awards
  - Candidatura per Best International Act[5]